# Jerzy Kotula
Jerzy Kotula (ur. 1855 w Ipoly-Sagh, zm. 29 lipca 1889 w Cieszynie) – polski księgarz, wydawca.
Syn Andrzeja. Od lat 70. XIX wieku pomocnik księgarski w Cieszynie, od 1883 roku prowadził własną księgarnię. Już od 1879 roku prowadził własną działalność wydawniczą, wydając m.in. broszurę Józefa Ignacego Kraszewskiego zatytułowaną W sprawie szkół ludowych na Szląsku. Opracowywał bibliografię polską w Slovanským katalogu bibliografickým, współpracował z redakcją Słownika Geograficznego Królestwa Polskiego i innych krajów słowiańskich. Członek Macierzy Szkolnej, działacz Towarzystwa Ewangelickiego Oświaty Ludowej.

## Pochodzenie i dzieciństwo
Pochodził z rodziny, która osiedliła się na Śląsku Cieszyńskim w XVI wieku w związku z tzw. kolonizacją wołoską. Jerzy Kotula należał do tzw. "linii młynarskiej" rodu Kotulów, wywodzącej się od Pawła Kotuli (zm. 1732), młynarza w Grodziszczu. Dziad Jerzego, Józef Kotula (zm. 1844), był właścicielem gruntu nr 59 w tej samej wsi.
Jerzy przyszedł na świat jako czwarte dziecko Andrzeja, polskiego notariusza i działacza narodowego na Śląsku Cieszyńskim, i jego żony Anny Zuzanny z Tetlów. Był bratem Bolesława, Ludmiły Anny, Ludomira i Rudolfa. Miał też przyrodnią siostrę Emilię, pochodzącą z pierwszego małżeństwa matki.
Urodził się na Węgrzech, gdzie jego ojciec pracował jako urzędnik ksiąg gruntowych. Później rodzina Kotulów powróciła do Cieszyna; Jerzy w 1867 roku rozpoczął naukę w tamtejszym gimnazjum ewangelickim. Uczył się tam do 1869 lub 1870 roku. Nie wiadomo, gdzie kontynuował naukę (sądzi się, że poza Cieszynem).

## Początki działalności
Około 1875 roku Jerzy został pomocnikiem w księgarni Karola Malika (była to pierwsza polska księgarnia na Śląsku Cieszyńskim).
Działalność publiczną rozpoczął w drugiej połowie lat 70. XIX w. W dniach 26-28 stycznia 1878 roku zorganizował w Czytelni Ludowej w Cieszynie wystawę czasopism polskich, które wyszły na ziemiach polskich w roku poprzednim oraz wśród Polonii amerykańskiej. "Gwiazdka Cieszyńska" określiła wystawę jako ciekawą i pouczającą; zwiedziło ją 110 osób.
W tym czasie nawiązał współpracę z informatorem Slovanský katalog bibliografický – opracował dla niego dział bibliografii polskiej za lata 1877, 1878 i 1880. Dwa pierwsze zestawienia przychylnie oceniał Józef Ignacy Kraszewski. Trzecie zostało skrytykowane, a krakowscy bibliografowie zarzucali Kotuli plagiat. Później Kotula nie opracowywał już bibliografii polskiej dla tego informatora, być może z przyczyn finansowych ("polonica" nie przynosiły wydawcom praktycznie żadnego dochodu). Kotula współpracował też ze Słownikiem Geograficznym Królestwa Polskiego i innych krajów słowiańskich.
W 1879 roku rozpoczął działalność jako wydawca. Opublikował najpierw Dzieje francuskiego piśmiennictwa od początku aż do nowych czasów Feliksa Kozubowskiego, później O czystości obyczajów Sylvestra Grahama w tłumaczeniu i ze wstępem Kozubowskiego oraz Przewodnik w wyborze książek dla młodzieży szkolnej także autorstwa Kozubowskiego.
Kotula zwrócił się również do Józefa Ignacego Kraszewskiego z prośbą o napisanie broszury dla nauczycieli. Cieszyński wydawca zwracał uwagę, że na Śląsku Austriackim dla 260 tysięcy Niemców było 16 szkół średnich, a dla 300 tysięcy Polaków i Czechów nie istniała żadna. Zaznaczał też fakt, że Księstwo Cieszyńskie jest wyłącznie polskie. W odpowiedzi Kraszewski napisał W sprawie szkół ludowych na Szląsku, wydane w październiku 1879 roku.
Kotula dbał o polską świadomość narodową mieszkańców Śląska Cieszyńskiego – jak sam go określał – "zakątka, zapomnianego od tylu wieków, choć w nim do dziś, tyle serc, dla wspólnej nam wszystkim matki uderza". Nie licząc W sprawie szkół... proponował Kraszewskiemu napisanie serii powieści dla młodzieży, które miałyby budzić "miłość ku rzeczom swojskim". Te plany, podobnie jak pomysł napisania "poezyek" przez Władysława Bełzę, nie zostały zrealizowane. W 1881 roku wydał Niezapominajkę, zbiór wierszy Jana Kubisza, piszącego pod pseudonimem "Ślązak".
Kotula próbował też działać jako historyk; od czerwca 1881 roku zbierał Notatki do Historyi Szląska. Nie zostały one jednak opublikowane.

## Jerzy Kotula jako właściciel księgarni
W drugiej połowie 1882 roku bezskutecznie starał się o koncesję na drukarnię w Cieszynie od Rządu Krajowego w Opawie. W 1883 roku kupił księgarnię Eduarda Schroedera w Cieszynie i pod własnym nazwiskiem otworzył ją 1 lipca 1883.
Kotula był członkiem Macierzy Szkolnej oraz założonego w 1881 roku Towarzystwa Ewangelickiego Oświaty Ludowej. Współtworzył wydawane przez nie czasopismo "Przyjaciel Ludu".
Utrzymywał się nie tylko z prowadzenia księgarni – od 1884 roku był agentem Towarzystwa Wzajemnych Ubezpieczeń w Krakowie.
Od początku 1889 roku chorował. W kwietniu przestał zajmować się "Przyjacielem Ludu". W maju zrezygnował z działalności agenta ubezpieczeniowego.
Zmarł 29 lipca 1889 roku. Przyczyną śmierci, według metryki zgonu, był paraliż płuc. Sugestie jakoby popełnił samobójstwo, mimo że znalazły odbicie w literaturze, nie mają potwierdzenia w źródłach. Pogrzeb Kotuli odbył się 31 lipca.
Pozostawione przez Jerzego Kotulę długi przejął jego ojciec Andrzej, z kolei księgarnię nabył Siegmund Stuks, Niemiec żydowskiego pochodzenia.